# Agram 2000
Die Agram 2000 ist eine kroatische Maschinenpistole der Firma Vugrek in Novi Golubovec.

## Geschichte
Die Waffe wurde auf der Basis des Modells M12 des Herstellers Beretta entwickelt. Nach dem Ende der Jugoslawienkriege war eine große Zahl dieser ursprünglich für jugoslawische Spezialeinheiten produzierten Waffe auf die Schwarzmärkte für Waffen in Westeuropa gelangt. Standardmäßig wurde die Waffe mit einem Schalldämpfer und zwei Magazinen sowie einer passenden Transporttasche ausgeliefert. Aufgrund der Form ihrer Transporttasche erhielt die Waffe in der „Waffenszene bzw. in einschlägigen Kreisen“ den Spitznamen Schweinchen.

## Beschreibung
Die Agram 2000 ist ein Rückstoßlader mit unverriegeltem Teleskop-Masseverschluss. Sie verfügt weder über einen Kolben oder eine Schulterstütze, sondern wird beidhändig gehalten. Der Spann- und der Feuerwahlhebel befinden sich auf der linken Waffenseite. Als Visierung dient eine Klappkimme mit zwei Positionen für 50 und 150 m Entfernung. Die Kadenz ist höher als beim Ausgangsmodell M12. Die Magazine sind mit Uzi-Magazinen kompatibel. Die Waffe besteht aus nur 56 Metallteilen, sie kann einfach zerlegt und gereinigt werden. Die Zuverlässigkeit wird als schlecht beurteilt.

## Varianten
Eine weiterentwickelte Variante der Agram 2000 trägt den Namen Agram 2002. Sie unterscheidet sich von der Agram 2000 durch den fehlenden Vordergriff, den beidhändig bedienbaren Spannhebel und ein Schiebe- anstelle des Klappvisiers.